# Wyochernes hutsoni
Espèce
Wyochernes hutsoni est une espèce de pseudoscorpions de la famille des Chernetidae.

## Distribution
Cette espèce est endémique du Wyoming aux États-Unis. Elle se rencontre dans les monts Snowy.

## Publication originale
- Hoff, 1949 : Wyochernes hutsoni, a new genus and species of chernetid pseudoscorpion. Transactions of the American Microscopical Society, vol. 68, p. 40-48.